# Кугідель
Кугіде́ль (рос. Кугидель, башк. Күгиҙел) — присілок (колишнє селище) у складі Баймацького району Башкортостану, Росія. Входить до складу Біляловської сільської ради.
До 10 вересня 2007 року присілок називався Ферми Суваняцького совхоза.
Населення — 411 осіб (2010; 469 в 2002).
Національний склад:
- башкири — 100%